# Niedersächsischer Handwerkstag
Der Niedersächsische Handwerkstag (NHT) ist eine Dachorganisation des Handwerks in Niedersachsen mit Sitz in Hannover.

## Aufgaben und Mitgliedschaft
Der Niedersächsische Handwerkstag vertritt die Interessen von mehr als 80.000 Handwerksunternehmen in Öffentlichkeit und Politik. Die Geschäftsstelle nimmt die Landesvertretung der Handwerkskammern Niedersachsen wahr. Der Niedersächsische Handwerkstag hat zwei Mitgliedsverbände: Landesvertretung der Handwerkskammern Niedersachsen (LHN) und Unternehmensverbände Handwerk Niedersachsen e.V. (UHN).
Der NHT fungiert als Organisator von zentralen Veranstaltungen des niedersächsischen Handwerks. Dazu zählen der handwerkspolitische Aschermittwoch und die Landessiegerehrung im Leistungswettbewerb der Handwerksjugend. Darüber hinaus vertritt er gemeinsame handwerkspolitische Forderungen gegenüber Politik und Öffentlichkeit.

## Geschichte
Der Niedersächsische Handwerkstag wurde 1988 von seinen beiden Mitgliedsverbänden gegründet. Zunächst wechselte die Präsidentschaft jährlich zwischen beiden Verbänden, bis 1994 Kurt Rehkopf erster kontinuierlicher Präsident wurde. Seit 2016 ist Mike Schneider Präsident des NHT.